# Верзилин, Никита Николаевич
Никита Николаевич Верзилин (5 марта 1933 — 8 августа 2024) — профессор кафедры физической географии и ландшафтного планирования факультета географии и геоэкологии Санкт-Петербургского государственного университета (СПбГУ), доктор геолого-минералогических наук, заслуженный деятель науки Российской Федерации.
Родился в Пскове в семье учителей (отец — Николай Михайлович Верзилин). Вскоре после его рождения семья переехала в Ленинград. После начала войны — в эвакуации в Кировской области.
В 1957 году окончил геологический факультет Ленинградского государственного университета. По распределению был направлен в Институт земной коры ЛГУ, где работал до 2003 года, последняя должность — руководитель лаборатории.
В 1963 году защитил кандидатскую диссертацию:
- Стратиграфия, литология и условия образования меловых отложений Северной Ферганы : диссертация … кандидата геолого-минералогических наук : 04.00.00. — Ленинград, 1963. — 215 с. : ил. + Прил. (211—488 с.: ил.; Библиогр.: с. 469—488) + Прил. (79 с.: ил.; граф. прил., табл.; 38 с. отд. схем.).

В 1971 году защитил докторскую диссертацию:
- Меловые отложения Ферганской седиментационной области и некоторые закономерности их литогенеза : диссертация … : доктора геолого-минералогических наук : 04.00.00. — Ленинград, 1970. — 948 с. : ил.

Научные интересы — разработка методических и общих вопросов литологии, палеогеографии и теории литогенеза, в решении конкретных геологических и эволюционно-географических задач для объектов Средней Азии, Монголии, Казахстана, Русской платформы, Ленинградской области.
В 1975—1982 гг. читал курсы лекций «Биосфера и её развитие» на факультете повышения квалификации преподавателей вузов при Педагогическом институте им. А. И. Герцена (РГПУ), а позже — курсы «Биосфера и её эволюция», «Учение о биосфере».
В 2002 г. начал читать курс лекций «Эволюция географической оболочки» для студентов факультета географии и геоэкологии СПбГУ.
В конце 2003 г. полностью перешёл работать профессором на кафедру физической и эволюционной географии факультета географии и геоэкологии СПбГУ. В 2006 г. присвоено учёное звание профессора.
С 2017 года на пенсии.
Автор более 400 публикаций, в том числе 15 монографий.
Заслуженный деятель науки Российской Федерации (06.07.1999). Почётный разведчик недр. Обладатель трёх дипломов Русского географического общества «За выдающиеся научные труды в области географических наук» (1991, 1994, 1999).
Сочинения:
- Методы палеогеографических исследований [Текст]. — Ленинград : Недра. Ленингр. отд-ние, 1979. — 247 с. : ил., карт.; 22 см.
- Биосфера, её настоящее, прошлое и будущее [Текст] / Н. Н. Верзилин, Н. Н. Верзилин, Н. М. Верзилин. — Москва : Просвещение, 1976. — 223 с. : ил.; 20 см. — (Библиотека учителя биологии) (Пособие для учителей).
- Закономерности аридного литогенеза и методы их выявления [Текст] : (На примере меловых отложений Ферганы) / Н. Н. Верзилин ; Ленингр. ун-т им. А. А. Жданова. — Ленинград : Изд-во Ленингр. ун-та, 1975. — 142 с., 2 л. ил. : ил., карт.; 26 см.
- Цеолитоносные мезозойские отложения Юго-Восточной Монголии / Н. Н. Верзилин, Н. А. Калмыкова; С.-Петербург. гос. ун-т. — СПб. : Изд-во С.-Петербург. ун-та, 1993. — 158,[2] с. : ил.; 20 см; ISBN 5-288-01037-4